# Pierre Puech-Samson
Pierre Puech-Samson, né le 28 décembre 1915 à Gaillac et mort le 20 janvier 2000 à Narbonne, est un militaire, résistant et homme politique français, Compagnon de la Libération. En 1940, il décide de se rallier à la France libre et combat en Afrique du Nord avant de participer à la Libération de la France et des Pays-Bas. Après la guerre, il s'installe en Algérie et devient député de Mostaganem jusqu'à l'indépendance du pays.

## Biographie

### Jeunesse et engagement
Pierre Puech-Samson naît le 28 décembre 1915 à Gaillac dans le Tarn. Devançant l'appel, il s'engage au 9e régiment de zouaves à Alger. Il est promu sous-lieutenant après avoir été stagiaire au peloton d'élèves officier de réserve à Saint-Maixent-l'École. À la fin de son service,  il intègre la réserve du 1er régiment de tirailleur algérien (1er RTA).

### Seconde Guerre mondiale
Au moment de la mobilisation, il est activé au 1er RTA et prend le commandement du peloton d'éclaireurs motocyclistes. Promu lieutenant en mars 1940, il décide de se rallier à la France libre après l'armistice du 22 juin 1940. Le 1er juillet, en compagnie d'Alexandre Ter Sarkissoff, Claude Guérin et Paul-Hémir Mezan, il se déguise en aviateur polonais et s'embarque sur un bateau venu récupérer les troupes polonaises d'Afrique du Nord. Débarqués à Gibraltar, les quatre hommes parviennent ensuite à partir vers l'Angleterre où ils arrivent le 17 juillet. Engagé dans les forces françaises libres, Pierre Puech-Samson intègre le service de renseignement d'André Dewavrin et est renvoyé en Afrique du Nord en compagnie de Ter Sarkissoff et Guérin avec pour mission de monter un réseau de renseignement. Victimes de dénonciations, Ter Sarkissof et Guérin sont arrêtés le 24 octobre et Puech-Samson le 10 novembre 1940. Incarcéré à Oran puis à Alger, il est condamné le 10 septembre 1941 à cinq ans de prison avec sursis mais aussitôt libéré.
En novembre 1942, après l'opération Torch, Pierre Puech-Samson s'engage dans les corps francs d'Afrique dont il commande une compagnie. Prenant part à la campagne de Tunisie, il est blessé le 27 avril 1943 lors d'un assaut sur la position du Djebel Sema. Volontaire pour intégrer les troupes parachutiste, il est muté en novembre 1943 au 4e bataillon d'infanterie de l'air qui devient en avril 1944 le 2e régiment de chasseurs parachutistes (2e RCP). Promu capitaine, il est parachuté le 9 juin 1944 en Bretagne et intègre le maquis de Saint-Marcel. Rapidement passé commandant, il prend part avec le 2e RCP à la réduction de la poche de Lorient puis à la libération de Quiberon avant de descendre vers Nantes en septembre lors de l'opération Spencer pour procéder à des opérations de nettoyage au sud de la Loire et jusqu'à la région de Bordeaux. En novembre 1944, Pierre Puech-Samson prend le commandement du 2e RCP.
Suivant l'avancée des troupes alliées, le 2e RCP est pris dans la bataille des Ardennes de décembre 1944 à janvier 1945. Portant assistance à la 101e division aéroportée américaine à Bastogne, Puech-Samson y est blessé le 27 janvier 1945. En avril 1945, il est parachuté aux Pays-Bas dans le cadre de l'opération Amherst et contribue à paralyser les réseaux ferroviaires, télégraphiques et électriques avant de neutraliser le général commandant la feldgendarmerie locale. En août 1945, après avoir absorbé les éléments restants du 3e régiment de chasseurs parachutistes, le 2e RCP s'installe à Tarbes.

## Après-guerre
Démobilisé en novembre 1945, Pierre Puech-Samson s'installe à Mostaganem en Algérie où il devient directeur d'une société de tabac. En novembre 1958, il est élu député du département de Mostaganem et prend ses fonctions le mois suivant dans la Ire législature de la Ve république,. Il siège notamment à la commission de la défense puis à la commission des affaires culturelles. Comme pour tous les députés des départements de l'Algérie française, son mandat se termine le 3 juillet 1962 avant même la fin de la législature à la suite de l'indépendance de l'Algérie.
Pierre Puech-Samson meurt le 20 janvier 2000 à Narbonne où il est inhumé.

## Décorations
|  |  |  |  |  |  |
|  |  |  |  |  |  |
|  |  |  |  |  |  |

| Commandeur de la Légion d'honneur       | Commandeur de la Légion d'honneur       | Commandeur de la Légion d'honneur       | Compagnon de la Libération    | Compagnon de la Libération | Compagnon de la Libération | Croix de guerre 1939-1945                 | Croix de guerre 1939-1945                 | Croix de guerre 1939-1945                 |
| Médaille des blessés avec trois étoiles | Médaille des blessés avec trois étoiles | Médaille des blessés avec trois étoiles | Médaille coloniale            | Médaille coloniale         | Médaille coloniale         | Distinguished Service Order (Royaume-Uni) | Distinguished Service Order (Royaume-Uni) | Distinguished Service Order (Royaume-Uni) |
| Medal of Freedom (États-Unis)           | Medal of Freedom (États-Unis)           | Medal of Freedom (États-Unis)           | Medal of Freedom (États-Unis) | Bronzen Leeuw (Pays-Bas)   | Bronzen Leeuw (Pays-Bas)   | Bronzen Leeuw (Pays-Bas)                  | Bronzen Leeuw (Pays-Bas)                  |                                           |